# Янюк Василь Хомич
Василь Хомич Янюк — український радянський діяч, секретар Волинського обласного комітету КП(б)У, 1-й секретар Яготинського райкому КПУ Київської області.

## Біографія
Член ВКП(б).
До лютого 1940 року — начальник політичного відділу вівцеплемінного радгоспу «Червоний Сиваш» Новотроїцького району Запорізької області.
З лютого 1940 року — 1-й секретар Голобського районного комітету КП(б)У Волинської області.
У червні — липні 1941 року — секретар Волинського обласного комітету КП(б)У із транспорту.
З 1944 року (затверджений в березні 1945) — завідувач сільськогосподарського відділу Волинського обласного комітету КП(б)У.
На 1957—1958 роки — 1-й секретар Яготинського районного комітету КПУ Київської області.

## Нагороди та відзнаки
- два ордени «Знак Пошани» (23.01.1948, 26.02.1958)
- медалі